# Падина (физическа география)
Вижте пояснителната страница за други значения на Падина.
Падината е релефна форма, понижение понижение на земната повърхност, затворено от всички страни с по-високи релефни форми.  Най-често падините имат тектонски и ледников произход. Падините могат да бъдат под морското равнище и тогава те се наричат депресии. Терминът може да се употребява като синоним на депресия и котловина.